# Le Goût des merveilles
Le Goût des merveilles is een Franse romantische film uit 2015 onder regie van Éric Besnard, die ook het scenario schreef. De hoofdrollen worden vertolkt door Virginie Efira en Benjamin Lavernhe. De film werd internationaal uitgebracht onder de titel The Sense of Wonder.

## Verhaal
Louise Legrand is een weduwe met twee kinderen, die de boerderij van haar overleden man probeert voort te zetten. Ze kampt echter met financiële problemen: de bank wil dat de lening terugbetaald wordt en haar klanten lopen achter met betalingen.
Op een dag rijdt ze met haar auto een vreemdeling genaamd Pierre aan en neemt hem mee naar huis voor verzorging.  Al snel blijk dat Pierre aan het syndroom van Asperger lijdt. De volgende dag brengt ze hem terug naar de stad waar hij in een kleine kamer woont achter de boekenwinkel van Jules, die Pierre na de dood van zijn ouders in huis genomen heeft.
Wanneer Pierre via het weerbericht verneemt dat nachtvorst de perenoogst bedreigt, haast hij zich terug naar de boerderij om de boomgaard te beschermen. Pierre voelt zich al snel thuis bij het gezin Legrand en ook Felix en Emma, de kinderen van Louise, zijn dol op Pierre. Hij helpt Felix met zijn wiskundetaak en hij probeert te bemiddelen tussen Louise en haar tienerdochter.  Wanneer Pierre een paniekaanval krijgt weet Louise niet hoe ze daar mee om moet gaan en contacteert ze Jules. Hij vertelt haar dat Pierre enige tijd geleden in aanraking is gekomen met het gerecht nadat hij het beveiligingssysteem van het Ministerie van Defensie hackte en dat Dr. Mélanie Ferenza, die na de hackaanval door het gerecht werd aangesteld om voor Pierre te zorgen, vindt dat hij beter af is in een instelling.
Pierre vertrekt met tegenzin naar de instelling, maar hij voelt er zich ongelukkig en hij praat niet meer. Tijdens een bezoek van Jules overtuigt hij Pierre om contact op te nemen met Louise.
Louise staat op het punt om een deel van haar boerderij te verkopen aan haar buurman Paul om haar bankschuld af te kunnen lossen. Maar dan verschijnt Pierre met het nieuws dat hij haar klanten gehackt heeft waardoor alle facturen nu betaald zijn en dat hij haar boerderij winstgevend zou kunnen maken. Ze komen uiteindelijk tot het inzicht dat ze elkaar beter maken: Pierre vindt op de boerderij de rust waar hij zo hard naar verlangt en Louise krijgt weer zin in het leven nu haar financiële zorgen van de baan zijn. Tijdens een etentje met Jules en Dr. Ferenza biedt Louise aan om Pierre op de boerderij te houden, tot grote vreugde van de kinderen en van Pierre zelf.

## Rolverdeling
| Acteur            | Personage           |
| ----------------- | ------------------- |
| Virginie Efira    | Louise Legrand      |
| Benjamin Lavernhe | Pierre              |
| Lucie Fagedet     | Emma Legrand        |
| Léo Lorléac'h     | Félix Legrand       |
| Hervé Pierre      | Jules               |
| Hiam Abbass       | Dr. Mélanie Ferenza |
| Laurent Bateau    | Paul                |
| François Bureloup | cafébaas            |

## Release en ontvangst
Le Goût des merveilles ging in première op het CINEMANIA Film Festival in Montréal op 8 november 2015 en kwam op 16 december in de Franse bioscoopzalen. De film bracht wereldwijd 4,1 miljoen dollar op aan de kassa.
De film behaalde een score van 67% (6 recensies) op Rotten Tomatoes.